# Hypererythrops zimmeri
Hypererythrops zimmeri är en kräftdjursart som beskrevs av Ii 1937. Hypererythrops zimmeri ingår i släktet Hypererythrops och familjen Mysidae. Inga underarter finns listade i Catalogue of Life.